# ماستا وو
ماستا وو (마스타 우؛ زادهٔ ۲۵ اکتبر ۱۹۷۸) موسیقی‌دان اهل کره جنوبی است.